# グアダループウミツバメ
グアダループウミツバメ（Oceanodroma macrodactyla）は、ミズナギドリ目ウミツバメ科に分類される鳥類。

## 分布
東太平洋
メキシコ（グアダルーペ島）で繁殖する。

## 形態
全長21センチメートル。翼開長47センチメートル。全身の羽衣は濃褐色で、尾羽基部の上面を被う羽毛（上尾筒）はアルファベットの「V」字状に白い。

## 分類
コシジロウミツバメの亜種とする説もある。

## 人間との関係
人為的に移入されたネコによる捕食、ヤギによる生息地の破壊などにより生息数は減少した。